# Я в порядке, Джек!
«Я в порядке, Джек!» (англ. I'm All Right Jack; также встречается вариант перевода «Всё в порядке, Джек») — британская кинокомедия братьев Боултинг 1959 года. Антипрофсоюзная сатира, являющаяся продолжением фильма 1956 года «Путь рядового».

## Сюжет
После окончания Второй мировой войны молодой англичанин из богатой семьи Стенли Виндраш пытается устроиться на работу. Как выпускник Оксфорда он видит себя не меньше, чем управляющим на заводе или фабрике. Однако действительность такова, что на всех вакантных местах не слишком сообразительному Виндрашу не рады.
Из затруднительного положения Стенли помогает выйти его дядя, владелец военного завода. Он берёт племянника на работу, но отнюдь не управляющим, а чернорабочим. Стенли попадает в неожиданно новую для себя среду. На заводе все работают спустя рукава, а множество людей вообще ничего не делает, а на все попытки управляющего изменить ситуацию несколько имеющихся профсоюзов отвечает дружными забастовками.
Стенли знакомится с лидером одного из профсоюзов Фредом Китом, который является непреклонным борцом с заводским режимом и большим поклонником Советского Союза. Он сдаёт одну из комнат в своём доме приглянувшемуся ему Стенли, а тот принимается ухаживать за его дочерью.
Однако вся история с приёмом Стенли в качестве чернорабочего имеет второе дно. Его дядя получил выгодный контракт на поставку оружия в одну из ближневосточных стран, но хочет передать заказ подставной фирме, уже за меньшую сумму, а разницу присвоить. Формальным поводом для такой сделки должна послужить забастовка. К наивному Стенли подсылают нормировщика, который легко убеждается, что Стенли может работать как минимум вчетверо эффективнее, чем по существующим нормативам. Немедленно повышают нормы выработки для всех работников завода. Те, уже отвыкнув от работы, начинают так желаемую руководству забастовку.
Однако дальнейшие события развиваются вовсе не так, как хочется заговорщикам. Невольная роль Стенли в увеличении норм не остаётся тайной, и прочие работники завода во главе с Китом объявляют ему бойкот. Однако на сторону Стенли встают жёны рабочих, профсоюзы домохозяек и многие другие, в том числе и жена и дочь Фреда Кита. Число бастующих растёт. Страна оказывается расколота на две части: рабочие по всей стране бастуют, а их жёны выступают с митингами в поддержку Виндраша и шлют ему цветы и пожелания успеха. Правительство не вмешивается, лидеры профсоюзов также не могут определиться с отношением к происходящему.
Однако среди бастующих оказались и рабочие второй фирмы, которой был передан ближневосточный контракт. Чтобы спасти положение, бизнесмены решают договориться с профсоюзами. Фред Кит уже устал жить без жены и еды, поэтому соглашается прекратить забастовку при условии, что Виндраша уволят.
Но не так просто уволить Стенли так, чтобы это не вызвало нового скандала. Дело доходит даже до прямого подкупа, но Стенли проявляет неожиданную твердость и прямо в телеэфире обвиняет своего дядю в мошенничестве и сговоре с профсоюзами.

## В ролях
- Йен Кармайкл — Стенли Виндраш
- Питер Селлерс — Фред Кит / сэр Джон Кеннэвей
- Ричард Аттенборо — Сидни Девер Кокс
- Маргарет Рутерфорд — тетя Долли
- Терри-Томас — майор Хичкок
- Майлс Маллесон — Уиндраш-старший

## Награды
Премия BAFTA:
- Лучший британский актёр — Питер Селлерс
- Лучший британский сценарий — Алан Хакни, Фрэнк Харви, Джон Боултинг.